# Puerto Acosta
Puerto Acosta est une localité du département de La Paz en Bolivie et le chef-lieu de la province d'Eliodoro Camacho. Sa population s'élevait à 1 123 habitants en 2001.